# Cazaunous
Cazaunous (em occitano:  Casaunaus) é uma comuna francesa na região administrativa da Occitânia, no departamento do Alto Garona. Estende-se por uma área de 4.66 km², com 71 habitantes, segundo o censo de 2018, com uma densidade de 15 hab/km².